# Брезовац (Бјеловар)
Брезовац је насељено место у саставу града Бјеловара, Бјеловарско-билогорска жупанија, Република Хрватска.

## Историја
Место је почетком 20. века било православна филијала парохије у Новим Пављанима. Брезовац је имао 1905. године стару православну богомољу подигнуту још 1693. године. Њен иконостас је осликао сликар Боцарић.
Политичка општина се налазила у месту Гудовац. Школска деца су ишла у комуналну школу у Новим Пављанима.
До територијалне реорганизације у Хрватској, налазио се у саставу старе општине Бјеловар.

### Усташки злочини у Другом светском рату
У Брезовцу сви Срби су морали носити траку са натписом "Србин". У Бјеловару поред тога што су морали да носе траке око руке, Срби нису смели да се крећу по вароши после 8 часова увече, док је осталим грађанима кретање било дозвољено до 12 часова ноћу.

## Становништво
На попису становништва 2011. године, Брезовац је имао 1.080 становника.

## Попис 1991.
На попису становништва 1991. године, насељено место Брезовац је имало 1.046 становника, следећег националног састава:
| Попис 1991.‍   | Попис 1991.‍  | Попис 1991.‍ | Попис 1991.‍ | Попис 1991.‍ |
| ------------- | ------------ | ----------- | ----------- | ----------- |
|               |              |             |             |             |
| Хрвати        | Хрвати       |             | 892         | 85,27%      |
| Срби          | Срби         |             | 59          | 5,64%       |
| Југословени   | Југословени  |             | 58          | 5,54%       |
| Немци         | Немци        |             | 3           | 0,28%       |
| Чеси          | Чеси         |             | 3           | 0,28%       |
| Мађари        | Мађари       |             | 2           | 0,19%       |
| Словенци      | Словенци     |             | 2           | 0,19%       |
| Муслимани     | Муслимани    |             | 1           | 0,09%       |
| Црногорци     | Црногорци    |             | 1           | 0,09%       |
| неопредељени  | неопредељени |             | 22          | 2,10%       |
| непознато     | непознато    |             | 3           | 0,28%       |
| укупно: 1.046 |              |             |             |             |